# پاساردو لینهاس آئرئاس
پاساردو لینهاس آئرئاس (به انگلیسی: Passaredo Linhas Aéreas) یک شرکت هواپیمایی با کد یاتا 2Z است که در تاریخ ۱۹۹۵ میلادی تأسیس شده است. دفتر مرکزی پاساردو لینهاس آئرئاس در ریبرآ پرتو، برزیل واقع شده‌است و قطب این شرکت هواپیمایی در فرودگاه لایت لوپژ قرار دارد و به ۲۱ مقصد، پرواز مستقیم انجام می‌دهد.